# Miguel Ángel López (wielrenner)
Miguel Ángel López Moreno (Pesca, 4 februari 1994) is een Colombiaans wielrenner die sinds 2023 rijdt voor Team Medellin-EPM.

## Carrière
In 2014 stak hij als tweedejaars belofte voor het eerst zijn neus aan het venster. In Zuid-Amerika won hij onder andere de vierde etappe en het eindklassement van de Ronde van Colombia U23. In augustus maakte hij de oversteek naar Europa, en nam deel aan de Ronde van de Toekomst. In deze prestigieuze ronde nam hij dankzij een derde plek in etappe vier de leiderstrui over van de Deen Asbjørn Kragh Andersen. Dankzij winst in de zesde rit wist hij de eindzege veilig te stellen. Hij ging in de eindstand de Australiër Robert Power met dertig seconden vooraf. Aleksej Rybalkin uit Rusland werd derde op ruim veertig seconden.
Dankzij deze goede resultaten kreeg hij aandacht van verschillende teams uit de UCI World Tour. Het was uiteindelijk het Kazachse Astana Pro Team dat hem per 1 januari 2015 inlijfde.
Hij komt aan de bijnaam Superman, doordat hij twee belagers met zijn fiets sloeg, die hem wilde beroven bij een pinautomaat in Colombia. Aan deze mislukte beroving hield hij een steekwond over van een mes.
In 2016 schreef López de Ronde van Zwitserland op zijn naam. Hij nam ook deel aan de wegwedstrijd op de Olympische Spelen in Rio de Janeiro, maar reed deze niet uit. In de Ronde van Spanje, zijn eerste grote ronde, kwam hij tijdens de derde etappe hard ten val en liep daarbij drie gebroken tanden op. Hij gaf op in de zesde etappe. Een maand later schreef hij Milaan-Turijn op zijn naam.
In de Ronde van Spanje 2017 won López twee etappes, waaronder de etappe naar de Calor Alto.
In de Ronde van Italië 2018 behaalde hij het podium door als 3e te eindigen. Het leverde hem tevens de jongerentrui op. In de Ronde van Spanje 2018 werd López eveneens 3e.
In juli 2023 werd bekend dat de renner voorlopig geschorst wordt vanwege gebruik en bezit van doping. Eerder werd López al ontslagen door zijn toenmalige ploeg Astana Qazaqstan vanwege banden met Marcos Maynar, een Spaanse arts die in verband gebracht wordt met doping.

## Blessures
López kwam regelmatig ten val en liep diverse blessures op, waaronder:
- 23 augustus 2016, drie gebroken tanden na val in Ronde van Spanje
- 3 november 2016, breuk in scheenbeen na val in training
- 15 juni 2017, breuk in rechterduim na valpartij in Ronde van Zwitserland
- 3 oktober 2020, diepe wond nabij een slagader na een val in de Ronde van Italië
- 10 mei 2022, stapt uit de Ronde van Italië met een heupblessure

## Palmares

### Overwinningen
2014
6e etappe Ronde van de Toekomst
Eind- en bergklassement Ronde van de Toekomst
2015
2e (ploegentijdrit) en 4e etappe Ronde van Burgos
Jongerenklassement Ronde van Burgos
2016
6e etappe Ronde van San Luis
Jongerenklassement Ronde van San Luis
4e etappe Ronde van Langkawi
Eindklassement Ronde van Zwitserland
Milaan-Turijn
2017
4e etappe Ronde van Oostenrijk
5e etappe Ronde van Burgos
11e en 15e etappe Ronde van Spanje
2018
5e etappe Ronde van Oman
Jongerenklassement Ronde van Oman
Jongerenklassement Ronde van Abu Dhabi
2e etappe Ronde van de Alpen
Jongerenklassement Ronde van Italië
3e etappe Ronde van Burgos
Puntenklassement Ronde van Burgos
2019
Eind- en jongerenklassement Tour Colombia
4e etappe Ronde van Catalonië
Eind- en jongerenklassement Ronde van Catalonië
 Jongerenklassement Ronde van Italië
2020
4e etappe Ronde van de Algarve
17e etappe Ronde van Frankrijk
2021
3e etappe Ruta del Sol
Eindklassement Ruta del Sol
Mont Ventoux Dénivelé Challenge
18e etappe Ronde van Spanje
2022
4e etappe Ronde van de Alpen
Bergklassement Ronde van Burgos
2023
5e etappe Ronde van San Juan
Eindklassement Ronde van San Juan
 Colombiaans kampioen tijdrijden
4e en 5e etappe Vuelta Bantrab
Bergklassement Vuelta Bantrab
1e etappe Ronde van de Gila
3e etappe Ronde van Catamarca
Eind- en bergklassement Ronde van Catamarca
3e etappe Joe Martin Stage Race
Proloog, 1e, 3e, 4e, 5e, 6e, 7e, 8e en 9e etappe Ronde van Colombia
 Centraal-Amerikaanse en Caraïbische Spelen, tijdrit

### Resultaten in voornaamste wedstrijden
| Jaar | Ronde van Italië | Ronde van Frankrijk | Ronde van Spanje |
| ---- | ---------------- | ------------------- | ---------------- |
| 2015 |                  |                     |                  |
| 2016 |                  |                     | opgave           |
| 2017 |                  |                     | 8e (2)           |
| 2018 | ↑                |                     | ↑                |
| 2019 | 7e               |                     | 5e               |
| 2020 | opgave           | 6e (1)              |                  |
| 2021 |                  | opgave              | opgave (1)       |
| 2022 | opgave           |                     | 4e               |

| Jaar | Ronde van Lombardije | Clásica San Sebastián | Strade Bianche |  | WK op de weg |  | Wereldranglijsten |
| ---- | -------------------- | --------------------- | -------------- |  | ------------ |  | ----------------- |
| 2015 | opgave               | 96e                   |                |  | opgave       |  | 102e (UWT)        |
| 2016 | opgave               |                       |                |  |              |  | 45e (UWT)         |
| 2017 |                      | opgave                |                |  |              |  | 78e (UWT)         |
| 2018 |                      | opgave                |                |  | opgave       |  | 13e (UWT)         |
| 2019 |                      |                       |                |  |              |  | 29e (UWR)         |
| 2020 |                      |                       |                |  | 41e          |  |                   |
| 2021 |                      |                       |                |  |              |  |                   |
| 2022 | 65e                  |                       | opgave         |  |              |  |                   |

### Resultaten in kleinere rondes
| Jaar | Parijs-Nice | Tirreno-Adriatico | Ronde van Catalonië | Ronde van het Baskenland | Ronde van Romandië | Critérium du Dauphiné | Ronde van Zwitserland |
| ---- | ----------- | ----------------- | ------------------- | ------------------------ | ------------------ | --------------------- | --------------------- |
| 2015 |             |                   | opgave              |                          |                    |                       | 7e                    |
| 2016 |             |                   | 42e                 | 20e                      | opgave             |                       | ↑                     |
| 2017 |             |                   |                     |                          |                    |                       | opgave                |
| 2018 |             | 16e               |                     |                          |                    |                       |                       |
| 2019 | 28e         |                   | ↑ (1)               |                          |                    |                       |                       |
| 2020 |             |                   |                     |                          |                    | 5e                    |                       |
| 2021 |             |                   |                     |                          | 35e                | 6e                    |                       |
| 2022 |             | 21e               |                     |                          |                    |                       |                       |

(*) tussen haakjes aantal individuele etappe-overwinningen

## Ploegen
- 2015 –  Astana Pro Team
- 2016 –  Astana Pro Team
- 2017 –  Astana Pro Team
- 2018 –  Astana Pro Team
- 2019 –  Astana Pro Team
- 2020 –  Astana Pro Team
- 2021 –  Movistar Team
- 2022 –  Astana Qazaqstan
- 2023 –  Team Medellin-EPM

Agnoli · Aru · Ayazbajev · Boom · Božič · Cataldo · De Vreese · Dyaçenko · Fominykh · Fuglsang · Groezdev · Guardini · Hryvko · Kamışev · Kangert · Landa · Loetsenko · López · Malacarne · Nibali · Qojatajev · Rosa · Sánchez · Scarponi · Taaramäe · Tiralongo · Tlewbajev · Vanotti · Westra · Zejts
Agnoli · Aru · Ayazbajev · Boom · Capecchi · Cataldo · De Vreese · Fominykh · Fuglsang · Groezdev · Guardini · Hryvko · Kamışev · Kangert · Loetsenko · López · Malacarne · Nibali · Ömirzaqov · Qojatajev · Rosa · Sánchez · Scarponi · Smukulis · Tiralongo · Tlewbajev · Vanotti · Westra · Zacharov · Zejts · Bïjigitov (stagiair) · Koelimbetov (stagiair)
Aru · Bilbao · Bïjigitov · Breschel · Cataldo · De Vreese · Fominykh · Fuglsang · Gatto · Groezdev · Hansen · Hryvko · Kamışev · Kangert · Korsæth · Loetsenko · López · Minali · Moser · Qojatajev · Sánchez · Scarponi · Stalnov · Tiralongo · Tlewbajev · Tsjernetski · Valgren · Zacharov · Zejts · Gïdïç (stagiair) · Lauk (stagiair)
Bilbao · Bïjigitov · Cataldo · Cort · De Vreese · Fominykh · Fraile · Fuglsang · Gatto · Gïdïç · Groezdev · Hansen · Hirt · Houle · Hryvko · Kangert · Korsæth · Loetsenko · López · Minali · Moser · Qojatajev · Sánchez · Stalnov · Tlewbajev · Tsjernetski · Valgren · Villella · Zacharov · Zejts
Ballerini · Bilbao · Bïjigitov · Boaro · Bohórquez · Cataldo · Contreras · Cort · De Vreese · Fominykh · Fraile · Fuglsang · Gïdïç · Gregaard · Groezdev · Hirt · Houle · G. Izagirre · J. Izagirre · Kudus · Loetsenko · López · Natarov · Sánchez · Stalnov · Villella · Zacharov · Zejts
Aranburu · Bïjigitov · Boaro · Bohórquez · Contreras · De Vreese · Felline · Fominykh · Fraile · Fuglsang · Gïdïç · Gregaard · Groezdev · Houle · G. Izagirre · J. Izagirre · Kudus · Loetsenko · López · Martinelli · Natarov · Pronskïÿ · Rodríguez · Sánchez · Stalnov · Tejada · Vlasov · Zacharov
Alba · Arcas · Carretero · Cataldo · Cullaigh · Elosegui · Erviti · García · González ·  Hollmann · Jacobs · Jorgenson · López (tot 1/10) · E. Mas · L. Mas · Mora · Mühlberger · Norsgaard · Oliveira · Pedrero · Rojas · Rubio · Samitier · Serrano · Soler · Torres · Valverde · Verona · Villella
Basso · Battistella · Boaro · Broesenski · Conti · de Bod · de la Cruz · Dombrowski · Fjodorov · Felline · Gazzoli (tot 10/8) · Gïdïç · Groezdev · Henao (tot 31/07) · López · Loetsenko · Martinelli · Moscon · Natarov · A. Nibali · V. Nibali · Nurlykhassym · Pronskïÿ · Raboesjenka · Romo · Scaroni (vanaf 28/07) · Tejada · Velasco · Zacharov · Zejts · Chzhan (stagiair) · Syritsa (stagiair)